# Іньякі Вільямс
Іньякі Вільямс (ісп. Iñaki Williams Dannis Arthuer; нар. 15 червня 1994, Більбао) — ганський та іспанський футболіст, нападник клубу «Атлетік Більбао» і національної збірної Гани.
Старший брат Ніко Вільямса.

## Клубна кар'єра
Народився 15 червня 1994 року в місті Більбао. Католицький священик Іньякі Мардонес запропонував допомогу сім'ї Вільямс в облаштуванні життя в Іспанії, а також відвіз його матір Марію в лікарню, коли їй прийшла пора народжувати. Через пару годин його батько Артур подзвонив священику і попросив стати хрещеним батьком малюка, якого назвали в його честь - Іньякі.
Вихованець юнацьких команд футбольних клубів «Памплона» і «Більбао Атлетік», які входять в систему підготовки кантери «Атлетік Більбао».
У дорослому футболі дебютував в 2013 році, виступами за команду клубу «Басконія», в якій провів один сезон, взявши участь у 18 матчах першості. У складі «Басконії» був одним з головних бомбардирів команди, маючи середню результативність на рівні 0,39 голу за гру.
Своєю грою за цю команду привернув увагу представників тренерського штабу «Більбао Атлетік», до складу якого приєднався 2014 року. Відіграв за дублерів клубу з Більбао наступні півтора сезони. Більшість часу, проведеного у складі «Більбао Атлетіка», був основним гравцем атакувальної ланки команди.
До складу головної команди «Атлетік Більбао» почав долучатися з початку 2015 року. Станом на 8 листопада 2017 відіграв за клуб з Більбао] 93 матчі в національному чемпіонаті.
30 грудня 2023 року продовжив контракт з «Атлетік Більбао» до червня 2027 року.

## Виступи за збірні
З 2015 по 2017 роки залучався до молодіжної збірної Іспанії. На молодіжному рівні зіграв у 17 офіційних матчах, забив 3 голи.
29 травня 2016 року дебютував в товариському матчі у складі національної збірної Іспанії.
З вересня 2022 року виступає за збірну Гани.

## Титули і досягнення
«Атлетік» (Більбао)
- Володар Кубка Іспанії: 2023–24[4]
- Володар Суперкубка Іспанії з футболу (2): 2015[5], 2020